# Monte Chiavino
Il monte Chiavino (1.030 m s.l.m.) è una montagna dei monti Ausoni nell'Antiappennino laziale.
Si trova nel Lazio tra le province di Frosinone e quella di Latina, tra i comuni di Vallecorsa e Lenola.